# Jaime Preciado
Jaime Alberto Preciado (San Diego, 17 de mayo de 1986) es un músico estadounidense, actual bajista de la banda de post-hardcore Pierce the Veil. Se unió a la banda en el año 2006, junto a Tony Perry

## Biografía

### Carrera
Antes de unirse a Pierce the Veil, Preciado formó parte de una banda de Metalcore llamada Trigger My Nightmare, en donde también se encontraba Tony Perry

## Premios y nominaciones
| Año  | Trabajo nominado | Premio            | Categoría     | Resultado |
| ---- | ---------------- | ----------------- | ------------- | --------- |
| 2014 | Mejor bajista    | Alternative Press | Mejor bajista | Ganador   |